# Boso de Toscana
Boso (en italiano: Bosone; fallecido después de 940) fue un noble burgundio que pasó gran parte de su carrera en Italia, donde se convirtió en Marqués de Toscana hacia 932. Gobernó de manera semiautónoma y fue un benefactor de la Iglesia. Perdió su cargo en 936 y probablemente regresó a Borgoña.

## Años en la Provenza
Boso era el segundo hijo del Conde Teobaldo de Arles y Berta, hija ilegítima del Rey Lotario II. Su hermano Hugo nació en 880/1. Su familia pertenecía a las capas más elevadas de la nobleza Carolingia y estaba emparentado por matrimonio a la dinastía Carolingia y a los Bosónidas, la familia gobernante de la Provenza.
Tras la muerte de Teobaldo (895), la madre de Boso se volvió a casar con Adalberto el Rico, margrave de la Toscana. Boso y Hugo heredaron los condados de su padre. Después de que el Emperador Luis III fuera cegado por sus enemigos en 905, Hugo asumió la regencia en la Provenza y el condado de Arles, mientras Boso tomó el condado de Avignon. En 907, Hugo y Boso entraron en Italia con un ejército en apoyo de su madre. En 926, después de que Hugo se hubiera convertido en Rey de Italia, nombró a Boso como regente de la Provenza. En 931 llevó a Boso a Italia a la vez que hacía co-gobernante a su hijo Lotario, con el fin de fortalecer su posición frente al poderoso Lamberto de la Toscana. Lambert era, reputadamente, hijo de Adalberto y Berta, y medio hermano de Hugo y Boso. Según Liutprando de Cremona, los rumores de la época, contaban que Berta, incapaz de concebir, había fingido un embarazo para salvaguardar la sucesión de su segundo esposa, y había presentado coo suyos a dos niños, Lamberto y Guy, que eran realmente hijos de otros.

## Primeros años en Italia
En su primera presencia documentada en Italia, Boso aparece actuando en nombre del Patriarcado de Aquileia en 17 de octubre de 931. El primer documento en el que consta su rango de "marqués" (marchio) data del 1 de julio de 932, cuando convenció al rey para hacer una donación a la iglesia de San Martín en Lucca.
Según Liutprando de Cremona, cuando Hugo prohibió a Lamberto de Toscana llamarse a sí mismo medio hermano del rey, el margrave desafió a Hugo a un duelo judicial, que ganó. Con el fin de obtener el marquesado de Toscana para sí mismo, Boso convenció a Hugo de que detuviera a Lamberto, que sería cegado en la cárcel. Una explicación más probable que la de Liutprando es que Lamberto se negara a renunciar a su estatus semiindependiente y, como consecuencia, se le despojara de Toscana.

## Margrave de la Toscana
Han quedado pocas informaciones sobre el gobierno de Boso. La mayoría están relacionadas con sus intervenciones con el rey en nombre de las iglesias de Lucca y Arezzo. La última referencia a Boso como margrave de la Toscana data del 17 de septiembre de 936, cuando envió representantes para supervisar un cambio de propiedad por la diócesis de Lucca. Ese mismo año, Hugo relevó a Boso de su cargo y colocó a Huberto, hijo ilegítimo suyo, en su lugar.
Liutprando afirma que Boso fue arrestado bajo sospecha de conspirar contra el rey, a instancias de su esposa, Willa de Borgoña. Otra posible explicación es que él hubiera seguido actuando de manera autónoma, al igual que había hecho Lamberto y que Hugo le hubiera reemplazado por un Margrave más plegado a sus intereses. Boso había casado a su hija Willa, llamado así por su madre, con Berengario de Ivrea, uno de los más poderosos margraves del reino. Estas conexiones con la aristocracia pudieron resultar amenazantes para Hugo, precipitando la caída de Boso.

## Últimos años
En 940 un cierto "ilustre conde Boso" (inclitus comes Boso) hizo una donación al monasterio de Saint-Barnard-de-Romans. Probablemente se trate de Boso de Toscana, ya que se sabe que el monasterio había sido patrocinado por Hugo y la familia contaba con propiedades en la región. Por su esposa, Willa, quizás una hija de Rodolfo I de Borgoña, Boso tuvo cuatro hijas: Richilda, Gisla, Willa y Bertha. Esta última casó primero con Boso, hijo del Duque Ricardo de Borgoña, y después con Raimundo, el duque de Aquitania. A ella le cedió Hugo su patrimonio personal y sus patrimonio personal y sus posesiones en Provenza.